# Āb Bandān Kash
Āb Bandān Kash (persiska: آب بندان كش) är en ort i Iran.   Den ligger i provinsen Mazandaran, i den norra delen av landet, 180 km nordost om huvudstaden Teheran. Āb Bandān Kash ligger 69 meter över havet och antalet invånare är 604.
Terrängen runt Āb Bandān Kash är platt åt nordväst, men åt sydost är den kuperad. Runt Āb Bandān Kash är det ganska tätbefolkat, med 111 invånare per kvadratkilometer. Närmaste större samhälle är Sari, 5,5 km nordväst om Āb Bandān Kash. I omgivningarna runt Āb Bandān Kash växer huvudsakligen savannskog.